# Ираклий (Комаровский)
Епископ Ираклий (в миру Иван Комаровский; 1703 — 26 октября 1765) — епископ Русской православной церкви, епископ Черниговский и Новгород-Северский.

## Биография
Сын священника-дворянина.
Образование получил в Киевской духовной академии. По окончании академии был назначен учителем Черниговской духовной семинарии.
1 ноября 1730 года принял монашество. В период с 1731 по 1737 годы иеромонах Ираклий проходил должности: кафедрального писаря при местном архиерее, игумена Костянского Троицкого монастыря, игумена Суражицкого Благовещенского Каменно-Успенского монастыря. С 21 октября 1737 года — архимандрит Троицкого Ильинского Черниговского монастыря. Этому монастырю он успел вернуть некоторые отнятые у него разными лицами имения.
8 сентября 1752 года хиротонисан во епископа Черниговского и Новгород-Северского.
Особенная его приверженность и предпочтение монашествующему духовенству возбудили против него белое духовенство и протопопы в 1761 году подали жалобу на него императрице Елизавете Петровне и 19 октября 1761 года он был уволен от управления епархией. Серез год, 5 ноября 1762 года, он был назначен настоятелем Черниговского Троицкого Ильинского монастыря, с обещанием первой свободной архиерейской кафедры.
Скончался 26 октября 1765 года на покое, не дождавшись кафедры. Погребён в главном храме Троицкого монастыря под алтарем.

## Источник
- С. Г. Р. Ираклий (Комаровский) // Русский биографический словарь : в 25 томах. — СПб.—М., 1896—1918.